# Rzeplino
Rzeplino [pronunciación en polaco: /ʐɛˈplinɔ/] (alem´+an antiguo Repplin) es un pueblo ubicado en el distrito administrativo de Gmina Dolice, dentro del Condado de Stargard, Voivodato de Pomerania Occidental, en el norte de Polonia occidental. Se encuentra aproximadamente a 14 kilómetros al sureste de Stargard y a 44 kilómetros al sureste de la capital regional Szczecin.
El pueblo tiene una población de 610 habitantes.